# Willi Bredel
Willi Bredel (Amburgo, 2 maggio 1901 – Berlino Est, 27 ottobre 1964) è stato uno scrittore tedesco, presidente dell'Akademie der Künste der DDR, l'Accademia delle Belle Arti di Berlino fondata nel 1696 da Federico I.
Pioniere del Realismo socialista, per le sue idee filo-comuniste, dopo il Machtergreifung (l'avvento di Adolf Hitler), fu imprigionato nel campo di concentramento di KZ Fuhlsbüttel; rilasciato dopo alcuni mesi, fuggì prima in Cecoslovacchia e successivamente, quando questa fu invasa, a Mosca nel 1934. Nella capitale dell'Unione Sovietica pubblicò il romanzo La prova (Die Prüfung), nel quale narrava la propria esperienza nel lager. Questa è la sua opera più nota: è stata successivamente pubblicata nelle lingue di quasi tutti i Paesi del Blocco Sovietico. Prese parte alla Guerra civile spagnola (1936-1939) per combattere Franco e i Franchisti, sostenuti da Germania, Italia, Portogallo e dai Blueshirts; alla fine furono questi a prevalere; tra gli intellettuali partiti per la Spagna con l'intenzione d'impedire la diffusione del Fascismo in quel Paese vi furono anche i Premi Nobel Ernest Hemingway e Albert Camus. Combatté nel battaglione Thälmann, una brigata internazionale. Successivamente, prese parte alla Seconda guerra mondiale a fianco dell'armata rossa e, caduto il Nazismo e divisa la Germania, decise di vivere nella parte orientale, vicina all'URSS.